# Литл-Флок (Арканзас)
Литл-Флок (англ. Little Flock, Arkansas) — город, расположенный в округе Бентон (штат Арканзас, США) с населением в 2585 человек по статистическим данным переписи 2000 года.

## География
По данным Бюро переписи населения США город Литл-Флок имеет общую площадь в 19,68 квадратных километров, водных ресурсов в черте населённого пункта не имеется.
Город Литл-Флок расположен на высоте 364 метра над уровнем моря.

## Демография
По данным переписи населения 2000 года в Литл-Флоке проживало 2585 человек, 685 семей, насчитывалось 1016 домашних хозяйств и 1083 жилых дома. Средняя плотность населения составляла около 132 человек на один квадратный километр. Расовый состав Литл-Флока по данным переписи распределился следующим образом: 83,21 % белых, 0,89 % — чёрных или афроамериканцев, 1,70 % — коренных американцев, 5,65 % — азиатов, 0,43 % — выходцев с тихоокеанских островов, 2,24 % — представителей смешанных рас, 5,88 % — других народностей. Испаноговорящие составили 15,98 % от всех жителей города.
Из 1016 домашних хозяйств в 37,3 % — воспитывали детей в возрасте до 18 лет, 54,7 % представляли собой совместно проживающие супружеские пары, в 9,1 % семей женщины проживали без мужей, 32,5 % не имели семей. 26,9 % от общего числа семей на момент переписи жили самостоятельно, при этом 3,4 % составили одинокие пожилые люди в возрасте 65 лет и старше. Средний размер домашнего хозяйства составил 2,52 человек, а средний размер семьи — 3,06 человек.
Население города по возрастному диапазону по данным переписи 2000 года распределилось следующим образом: 27,7 % — жители младше 18 лет, 16,3 % — между 18 и 24 годами, 33,2 % — от 25 до 44 лет, 16,5 % — от 45 до 64 лет и 6,4 % — в возрасте 65 лет и старше. Средний возраст жителей составил 28 лет. На каждые 100 женщин в Литл-Флоке приходилось 109,3 мужчин, при этом на каждые сто женщин 18 лет и старше приходилось 107,1 мужчин также старше 18 лет.
Средний доход на одно домашнее хозяйство в городе составил 32 768 долларов США, а средний доход на одну семью — 38 456 долларов. При этом мужчины имели средний доход в 28 661 доллар США в год против 21 708 долларов среднегодового дохода у женщин. Доход на душу населения в городе составил 16 447 долларов в год. 10,2 % от всего числа семей в округе и 13,1 % от всей численности населения находилось на момент переписи населения за чертой бедности, при этом 17,4 % из них были моложе 18 лет и 3,4 % — в возрасте 65 лет и старше.